# Interlands Albanees voetbalelftal 1980-1989
Deze pagina toont een chronologisch en gedetailleerd overzicht van de interlands die het Albanees voetbalelftal heeft gespeeld in de periode 1980 – 1989.

## Interlands

### 1980
|                                                          |                                  |       |         |                                                                                           |
| 3 september WK 1982 kwalificatie № 57 «onderlinge duels» | Albanië                          | 2 – 0 | Finland | Qemal Stafastadion, Tirana Toeschouwers: 8.099 Scheidsrechter: Emmanuel Platopoulos (GRE) |
| 3 september WK 1982 kwalificatie № 57 «onderlinge duels» | Sefedin Braho 2' Millan Baçi 18' |       |         | Qemal Stafastadion, Tirana Toeschouwers: 8.099 Scheidsrechter: Emmanuel Platopoulos (GRE) |

|                                                                           |                                          |       |                   |                                                                                              |
| 19 oktober WK 1982 kwalificatie № 58 «onderlinge duels» 18:30 uur (UTC+2) | Bulgarije                                | 2 – 1 | Albanië           | Vasil Levski Nationaal Stadion, Sofia Toeschouwers: 16.000 Scheidsrechter: Talat Tokat (TUR) |
| 19 oktober WK 1982 kwalificatie № 58 «onderlinge duels» 18:30 uur (UTC+2) | Andrey Zhelyazkov 14' Georgi Slavkov 51' |       | 69' Ilir Përnaska | Vasil Levski Nationaal Stadion, Sofia Toeschouwers: 16.000 Scheidsrechter: Talat Tokat (TUR) |

|                                                                            |                                                                                           |       |         |                                                                               |
| 15 november WK 1982 kwalificatie № 59 «onderlinge duels» 15:00 uur (UTC+1) | Oostenrijk                                                                                | 5 – 0 | Albanië | Praterstadion, Wenen Toeschouwers: 28.520 Scheidsrechter: Ruedi Renggli (SUI) |
| 15 november WK 1982 kwalificatie № 59 «onderlinge duels» 15:00 uur (UTC+1) | Bruno Pezzey 19' Walter Schachner 26' Walter Schachner 35' Kurt Welzl 58' Hans Krankl 85' |       |         | Praterstadion, Wenen Toeschouwers: 28.520 Scheidsrechter: Ruedi Renggli (SUI) |

|                                                                           |         |                |            |                                                                                    |
| 6 december WK 1982 kwalificatie № 60 «onderlinge duels» 14:00 uur (UTC+1) | Albanië | 0 – 1          | Oostenrijk | Qemal Stafastadion, Tirana Toeschouwers: 19.211 Scheidsrechter: László Pádár (HUN) |
| 6 december WK 1982 kwalificatie № 60 «onderlinge duels» 14:00 uur (UTC+1) |         | 38' Kurt Welzl |            | Qemal Stafastadion, Tirana Toeschouwers: 19.211 Scheidsrechter: László Pádár (HUN) |

### 1981
|                                                                        |         |                                      |                |                                                                                     |
| 1 april WK 1982 kwalificatie № 61 «onderlinge duels» 16:00 uur (UTC+1) | Albanië | 0 – 2                                | West-Duitsland | Qemal Stafastadion, Tirana Toeschouwers: 19.203 Scheidsrechter: Antonín Wencl (TCH) |
| 1 april WK 1982 kwalificatie № 61 «onderlinge duels» 16:00 uur (UTC+1) |         | 9' Bernd Schuster 71' Bernd Schuster |                | Qemal Stafastadion, Tirana Toeschouwers: 19.203 Scheidsrechter: Antonín Wencl (TCH) |

|                                                                            |                                   |       |                           |                                                                                  |
| 2 september WK 1982 kwalificatie № 62 «onderlinge duels» 18:00 uur (UTC+2) | Finland                           | 2 – 1 | Albanië                   | Kotkan Urheilukeskus, Kotka Toeschouwers: 6.830 Scheidsrechter: Ib Nielsen (DEN) |
| 2 september WK 1982 kwalificatie № 62 «onderlinge duels» 18:00 uur (UTC+2) | Leo Houtsonen 61' Keijo Kousa 85' |       | 47' (pen.) Muhedin Targaj | Kotkan Urheilukeskus, Kotka Toeschouwers: 6.830 Scheidsrechter: Ib Nielsen (DEN) |

|                                                         |         |                                         |           |                                                                                    |
| 14 oktober WK 1982 kwalificatie № 63 «onderlinge duels» | Albanië | 0 – 2                                   | Bulgarije | Qemal Stafastadion, Tirana Toeschouwers: 19.213 Scheidsrechter: Adolf Prokop (DDR) |
| 14 oktober WK 1982 kwalificatie № 63 «onderlinge duels» |         | 49' Georgi Slavkov 84' Stoycho Mladenov |           | Qemal Stafastadion, Tirana Toeschouwers: 19.213 Scheidsrechter: Adolf Prokop (DDR) |

|                                                                            | |       |         |                                                                                         |
| 18 november WK 1982 kwalificatie № 64 «onderlinge duels» 15:30 uur (UTC+1) | West-Duitsland | 8 – 0 | Albanië | Westfalenstadion, Dortmund Toeschouwers: 40.000 Scheidsrechter: Reidar Bjørnestad (NOR) |
| 18 november WK 1982 kwalificatie № 64 «onderlinge duels» 15:30 uur (UTC+1) | Karl-Heinz Rummenigge 5' Karl-Heinz Rummenigge 19' Klaus Fischer 32' Manfred Kaltz 36' Karl-Heinz Rummenigge 44' Pierre Littbarski 52' Paul Breitner 67' (pen.) Klaus Fischer 72' |       |         | Westfalenstadion, Dortmund Toeschouwers: 40.000 Scheidsrechter: Reidar Bjørnestad (NOR) |

### 1982
|                                                                             |                                                                                                   |       |         |                                                                                        |
| 22 september EK 1984 kwalificatie № 65 «onderlinge duels» 19:00 uur (UTC+2) | Oostenrijk                                                                                        | 5 – 0 | Albanië | Gerhard Hanappistadion, Wenen Toeschouwers: 9.111 Scheidsrechter: Yordan Zhezhov (BUL) |
| 22 september EK 1984 kwalificatie № 65 «onderlinge duels» 19:00 uur (UTC+2) | Max Hagmayr 24' Felix Gasselich 41' Agustin Kola 64' (e.d.) Heribert Weber 66' Karl Brauneder 81' |       |         | Gerhard Hanappistadion, Wenen Toeschouwers: 9.111 Scheidsrechter: Yordan Zhezhov (BUL) |

|                                                                           |                    |       |         |                                                                                  |
| 27 oktober EK 1984 kwalificatie № 66 «onderlinge duels» 18:00 uur (UTC+3) | Turkije            | 1 – 0 | Albanië | İzmir Atatürkstadion, İzmir Toeschouwers: 27.702 Scheidsrechter: Ioan Igna (ROU) |
| 27 oktober EK 1984 kwalificatie № 66 «onderlinge duels» 18:00 uur (UTC+3) | Arif Kocabıyık 86' |       |         | İzmir Atatürkstadion, İzmir Toeschouwers: 27.702 Scheidsrechter: Ioan Igna (ROU) |

|                                                                            |         |       |               |                                                                                   |
| 15 december EK 1984 kwalificatie № 67 «onderlinge duels» 14:00 uur (UTC+1) | Albanië | 0 – 0 | Noord-Ierland | Qemal Stafastadion, Tirana Toeschouwers: 16.898 Scheidsrechter: André Daina (SUI) |
| 15 december EK 1984 kwalificatie № 67 «onderlinge duels» 14:00 uur (UTC+1) |         |       |               | Qemal Stafastadion, Tirana Toeschouwers: 16.898 Scheidsrechter: André Daina (SUI) |

### 1983
|                                                                         |                           |       |                                                  |                                                                                           |
| 30 maart EK 1984 kwalificatie № 68 «onderlinge duels» 15:30 uur (UTC+1) | Albanië                   | 1 – 2 | West-Duitsland                                   | Qemal Stafastadion, Tirana Toeschouwers: 19.550 Scheidsrechter: Gianfranco Menegali (ITA) |
| 30 maart EK 1984 kwalificatie № 68 «onderlinge duels» 15:30 uur (UTC+1) | Muhedin Targaj 81' (pen.) |       | 54' Rudi Völler 66' (pen.) Karl-Heinz Rummenigge | Qemal Stafastadion, Tirana Toeschouwers: 19.550 Scheidsrechter: Gianfranco Menegali (ITA) |

|                                                                         |                 |       |         |                                                                             |
| 27 april EK 1984 kwalificatie № 69 «onderlinge duels» 20:00 uur (UTC+1) | Noord-Ierland   | 1 – 0 | Albanië | Windsor Park, Belfast Toeschouwers: 10.612 Scheidsrechter: Ib Nielsen (DEN) |
| 27 april EK 1984 kwalificatie № 69 «onderlinge duels» 20:00 uur (UTC+1) | Ian Stewart 54' |       |         | Windsor Park, Belfast Toeschouwers: 10.612 Scheidsrechter: Ib Nielsen (DEN) |

|                                                                       |                          |       |                 |                                                                                      |
| 11 mei EK 1984 kwalificatie № 70 «onderlinge duels» 17:30 uur (UTC+2) | Albanië                  | 1 – 1 | Turkije         | Qemal Stafastadion, Tirana Toeschouwers: 15.678 Scheidsrechter: Mircea Salomir (ROU) |
| 11 mei EK 1984 kwalificatie № 70 «onderlinge duels» 17:30 uur (UTC+2) | Raşit Çetiner 73' (e.d.) |       | 34' Metin Tekin | Qemal Stafastadion, Tirana Toeschouwers: 15.678 Scheidsrechter: Mircea Salomir (ROU) |

|                                                                       |                           |       |                                          |                                                                                    |
| 8 juni EK 1984 kwalificatie № 71 «onderlinge duels» 18:00 uur (UTC+2) | Albanië                   | 1 – 2 | Oostenrijk                               | Qemal Stafastadion, Tirana Toeschouwers: 15.139 Scheidsrechter: László Pádár (HUN) |
| 8 juni EK 1984 kwalificatie № 71 «onderlinge duels» 18:00 uur (UTC+2) | Muhedin Targaj 83' (pen.) |       | 6' Walter Schachner 58' Walter Schachner | Qemal Stafastadion, Tirana Toeschouwers: 15.139 Scheidsrechter: László Pádár (HUN) |

|                                                                            |                                              |       |                 |                                                                                            |
| 20 november EK 1984 kwalificatie № 72 «onderlinge duels» 14:30 uur (UTC+1) | West-Duitsland                               | 2 – 1 | Albanië         | Ludwigsparkstadion, Saarbrücken Toeschouwers: 37.560 Scheidsrechter: Anders Mattsson (FIN) |
| 20 november EK 1984 kwalificatie № 72 «onderlinge duels» 14:30 uur (UTC+1) | Karl-Heinz Rummenigge 24' Gerhard Strack 80' |       | 23' Genç Tomori | Ludwigsparkstadion, Saarbrücken Toeschouwers: 37.560 Scheidsrechter: Anders Mattsson (FIN) |

### 1984
|                                                                           |                                                      |       |                 |                                                                                |
| 17 oktober WK 1986 kwalificatie № 73 «onderlinge duels» 20:00 uur (UTC+1) | België                                               | 3 – 1 | Albanië         | Heizelstadion, Brussel Toeschouwers: 8.978 Scheidsrechter: Arto Ravander (FIN) |
| 17 oktober WK 1986 kwalificatie № 73 «onderlinge duels» 20:00 uur (UTC+1) | Nico Claesen 59' Enzo Scifo 83' Eddy Voordeckers 87' |       | 69' Bedri Omuri | Heizelstadion, Brussel Toeschouwers: 8.978 Scheidsrechter: Arto Ravander (FIN) |

|                                                                       |                                             |       |                                  |                                                                               |
| 31 oktober WK 1986 kwalificatie № 74 «onderlinge duels» 17:00 (UTC+1) | Polen                                       | 2 – 2 | Albanië                          | Stadion Stali, Mielec Toeschouwers: 24.500 Scheidsrechter: Bruno Galler (SUI) |
| 31 oktober WK 1986 kwalificatie № 74 «onderlinge duels» 17:00 (UTC+1) | Włodzimierz Smolarek 23' Andrzej Pałasz 80' |       | 55' Bedri Omuri 75' Agustin Kola | Stadion Stali, Mielec Toeschouwers: 24.500 Scheidsrechter: Bruno Galler (SUI) |

|                                                                            |                                |       |        |                                                                                                  |
| 22 december WK 1986 kwalificatie № 75 «onderlinge duels» 14:00 uur (UTC+1) | Albanië                        | 2 – 0 | België | Qemal Stafastadion, Tirana Toeschouwers: 19.802 Scheidsrechter: Victoriano Sánchez Arminio (ESP) |
| 22 december WK 1986 kwalificatie № 75 «onderlinge duels» 14:00 uur (UTC+1) | Mirel Josa 69' Arben Minga 86' |       |        | Qemal Stafastadion, Tirana Toeschouwers: 19.802 Scheidsrechter: Victoriano Sánchez Arminio (ESP) |

### 1985
|                                                                            |                                           |       |         |                                                                                              |
| 27 februari WK 1986 kwalificatie № 76 «onderlinge duels» 16:15 uur (UTC+2) | Griekenland                               | 2 – 0 | Albanië | Olympisch Stadion Spyridon Louis, Athene Toeschouwers: 8.133 Scheidsrechter: Ioan Igna (ROU) |
| 27 februari WK 1986 kwalificatie № 76 «onderlinge duels» 16:15 uur (UTC+2) | Dimitris Saravakos 9' Kostas Antoniou 37' |       |         | Olympisch Stadion Spyridon Louis, Athene Toeschouwers: 8.133 Scheidsrechter: Ioan Igna (ROU) |

|                                                                      |         |       |         |                                                                                    |
| 28 maart Vriendschappelijk № 77 «onderlinge duels» 16:00 uur (UTC+2) | Albanië | 0 – 0 | Turkije | Qemal Stafastadion, Tirana Toeschouwers: 15.000 Scheidsrechter: Dhori Prifti (ALB) |
| 28 maart Vriendschappelijk № 77 «onderlinge duels» 16:00 uur (UTC+2) |         |       |         | Qemal Stafastadion, Tirana Toeschouwers: 15.000 Scheidsrechter: Dhori Prifti (ALB) |

|                                                                   |         |                     |       |                                                                                      |
| 30 mei WK 1986 kwalificatie № 78 «onderlinge duels» 17:30 (UTC+2) | Albanië | 0 – 1               | Polen | Qemal Stafastadion, Tirana Toeschouwers: 20.000 Scheidsrechter: Yordan Zhezhov (BUL) |
| 30 mei WK 1986 kwalificatie № 78 «onderlinge duels» 17:30 (UTC+2) |         | 24' Zbigniew Boniek |       | Qemal Stafastadion, Tirana Toeschouwers: 20.000 Scheidsrechter: Yordan Zhezhov (BUL) |

|                                                                           |                 |       |                       |                                                                                   |
| 30 oktober WK 1986 kwalificatie № 79 «onderlinge duels» 14:30 uur (UTC+1) | Albanië         | 1 – 1 | Griekenland           | Qemal Stafastadion, Tirana Toeschouwers: 17.000 Scheidsrechter: Raul Nazaré (POR) |
| 30 oktober WK 1986 kwalificatie № 79 «onderlinge duels» 14:30 uur (UTC+1) | Bedri Omuri 26' |       | 51' Giorgos Skartados | Qemal Stafastadion, Tirana Toeschouwers: 17.000 Scheidsrechter: Raul Nazaré (POR) |

### 1986
|                                                                           |                                                          |       |         |                                                                                 |
| 15 oktober EK 1988 kwalificatie № 80 «onderlinge duels» 19:30 uur (UTC+2) | Oostenrijk                                               | 3 – 0 | Albanië | Liebenauerstadion, Graz Toeschouwers: 5.456 Scheidsrechter: Klaus Peschel (DDR) |
| 15 oktober EK 1988 kwalificatie № 80 «onderlinge duels» 19:30 uur (UTC+2) | Andreas Ogris 18' Toni Polster 65' Manfred Linzmaier 76' |       |         | Liebenauerstadion, Graz Toeschouwers: 5.456 Scheidsrechter: Klaus Peschel (DDR) |

|                                                                           |                   |       |                                            |                                                                                   |
| 3 december EK 1988 kwalificatie № 81 «onderlinge duels» 14:00 uur (UTC+1) | Albanië           | 1 – 2 | Spanje                                     | Qemal Stafastadion, Tirana Toeschouwers: 18.900 Scheidsrechter: Antal Huták (HUN) |
| 3 december EK 1988 kwalificatie № 81 «onderlinge duels» 14:00 uur (UTC+1) | Shkëlqim Muça 27' |       | 67' Juan Carlos Arteche 83' Joaquín Alonso | Qemal Stafastadion, Tirana Toeschouwers: 18.900 Scheidsrechter: Antal Huták (HUN) |

### 1987
|                                                                         | |       |                   |                                                                                            |
| 25 maart EK 1988 kwalificatie № 82 «onderlinge duels» 16:00 uur (UTC+2) | Roemenië                                                                                               | 5 – 1 | Albanië           | Stadionul Steaua, Boekarest Toeschouwers: 6.154 Scheidsrechter: José Rosa dos Santos (POR) |
| 25 maart EK 1988 kwalificatie № 82 «onderlinge duels» 16:00 uur (UTC+2) | Victor Pițurcă 2' László Bölöni 43' Gheorghe Hag 45' (pen.) Miodrag Belodedici 54' Adrian Bumbescu 69' |       | 35' Shkëlqim Muça | Stadionul Steaua, Boekarest Toeschouwers: 6.154 Scheidsrechter: José Rosa dos Santos (POR) |

|                                                                         |         |                  |            |                                                                                        |
| 29 april EK 1988 kwalificatie № 83 «onderlinge duels» 16:00 uur (UTC+2) | Albanië | 0 – 1            | Oostenrijk | Qemal Stafastadion, Tirana Toeschouwers: 17.250 Scheidsrechter: Makis Germanakos (GRE) |
| 29 april EK 1988 kwalificatie № 83 «onderlinge duels» 16:00 uur (UTC+2) |         | 10' Toni Polster |            | Qemal Stafastadion, Tirana Toeschouwers: 17.250 Scheidsrechter: Makis Germanakos (GRE) |

|                                                                           |         |                   |          |                                                                                       |
| 28 oktober EK 1988 kwalificatie № 84 «onderlinge duels» 14:30 uur (UTC+1) | Albanië | 0 – 1             | Roemenië | Flamurtaristadion, Vlorë Toeschouwers: 8.480 Scheidsrechter: Ignace van Swieten (NED) |
| 28 oktober EK 1988 kwalificatie № 84 «onderlinge duels» 14:30 uur (UTC+1) |         | 62' Michael Klein |          | Flamurtaristadion, Vlorë Toeschouwers: 8.480 Scheidsrechter: Ignace van Swieten (NED) |

|                                                                            |                                                                                             |       |         |                                                                                                  |
| 18 november EK 1988 kwalificatie № 85 «onderlinge duels» 20:00 uur (UTC+1) | Spanje                                                                                      | 5 – 0 | Albanië | Estadio Benito Villamarín, Sevilla Toeschouwers: 45.299 Scheidsrechter: Kurt Röthlisberger (SUI) |
| 18 november EK 1988 kwalificatie № 85 «onderlinge duels» 20:00 uur (UTC+1) | José Bakero 5' José Bakero 31' Michel González 36' (pen.) Paco Llorente 67' José Bakero 74' |       |         | Estadio Benito Villamarín, Sevilla Toeschouwers: 45.299 Scheidsrechter: Kurt Röthlisberger (SUI) |

### 1988
|                                                      |         |       |      |                                                                             |
| 6 augustus Vriendschappelijk № 86 «onderlinge duels» | Albanië | 0 – 0 | Cuba | Tomoristadion, Berat Toeschouwers: 4.000 Scheidsrechter: Dhori Prifti (ALB) |
| 6 augustus Vriendschappelijk № 86 «onderlinge duels» |         |       |      | Tomoristadion, Berat Toeschouwers: 4.000 Scheidsrechter: Dhori Prifti (ALB) |

|                                                                          |                                                              |       |         |                                                                                    |
| 20 september Vriendschappelijk № 87 «onderlinge duels» 17:00 uur (UTC+3) | Roemenië                                                     | 3 – 0 | Albanië | 1 mei-stadion, Constanța Toeschouwers: 4.000 Scheidsrechter: Janusz Eksztajn (POL) |
| 20 september Vriendschappelijk № 87 «onderlinge duels» 17:00 uur (UTC+3) | Miodrag Belodedici 23' Gheorghe Hagi 35' Rodion Cămătaru 76' |       |         | 1 mei-stadion, Constanța Toeschouwers: 4.000 Scheidsrechter: Janusz Eksztajn (POL) |

|                                                                       |                        |       |         |                                                                                  |
| 19 oktober WK 1990 kwalificatie № 88 «onderlinge duels» 17:00 (UTC+1) | Polen                  | 1 – 0 | Albanië | Śląskistadion, Chorzów Toeschouwers: 30.000 Scheidsrechter: Mircea Salomir (ROU) |
| 19 oktober WK 1990 kwalificatie № 88 «onderlinge duels» 17:00 (UTC+1) | Krzysztof Warzycha 78' |       |         | Śląskistadion, Chorzów Toeschouwers: 30.000 Scheidsrechter: Mircea Salomir (ROU) |

|                                                                           |                |       |                                       |                                                                                     |
| 5 november WK 1990 kwalificatie № 89 «onderlinge duels» 14:30 uur (UTC+1) | Albanië        | 1 – 2 | Zweden                                | Qemal Stafastadion, Tirana Toeschouwers: 10.233 Scheidsrechter: Yusuf Namoğlu (TUR) |
| 5 november WK 1990 kwalificatie № 89 «onderlinge duels» 14:30 uur (UTC+1) | Ylli Shehu 33' |       | 68' Hans Holmquist 71' Johnny Ekström | Qemal Stafastadion, Tirana Toeschouwers: 10.233 Scheidsrechter: Yusuf Namoğlu (TUR) |

### 1989
|                                                                        |                 |       |                      |                                                                                       |
| 18 januari Vriendschappelijk № 90 «onderlinge duels» 15:00 uur (UTC+1) | Albanië         | 1 – 1 | Griekenland          | Qemal Stafastadion, Tirana Toeschouwers: 8.200 Scheidsrechter: Plarent Kotherja (ALB) |
| 18 januari Vriendschappelijk № 90 «onderlinge duels» 15:00 uur (UTC+1) | Arben Minga 19' |       | 54' Nikos Tsiantakis | Qemal Stafastadion, Tirana Toeschouwers: 8.200 Scheidsrechter: Plarent Kotherja (ALB) |

|                                                                        |         |                                  |          |                                                                                         |
| 8 maart WK 1990 kwalificatie № 91 «onderlinge duels» 15:00 uur (UTC+1) | Albanië | 0 – 2                            | Engeland | Qemal Stafastadion, Tirana Toeschouwers: 25.000 Scheidsrechter: John Blankenstein (NED) |
| 8 maart WK 1990 kwalificatie № 91 «onderlinge duels» 15:00 uur (UTC+1) |         | 16' John Barnes 63' Bryan Robson |          | Qemal Stafastadion, Tirana Toeschouwers: 25.000 Scheidsrechter: John Blankenstein (NED) |

|                                                                         |                                                                                             |       |         |                                                                                |
| 26 april WK 1990 kwalificatie № 92 «onderlinge duels» 20:00 uur (UTC+1) | Engeland                                                                                    | 5 – 0 | Albanië | Wembley Stadium, Londen Toeschouwers: 60.602 Scheidsrechter: Einar Halle (NOR) |
| 26 april WK 1990 kwalificatie № 92 «onderlinge duels» 20:00 uur (UTC+1) | Gary Lineker 7' Peter Beardsley 12' Peter Beardsley 64' Chris Waddle 72' Paul Gascoigne 88' |       |         | Wembley Stadium, Londen Toeschouwers: 60.602 Scheidsrechter: Einar Halle (NOR) |

|                                                                          |                                                        |       |                        |                                                                               |
| 8 oktober WK 1990 kwalificatie № 93 «onderlinge duels» 15:00 uur (UTC+1) | Zweden                                                 | 3 – 1 | Albanië                | Råsundastadion, Solna Toeschouwers: 32.423 Scheidsrechter: Alder Santos (POR) |
| 8 oktober WK 1990 kwalificatie № 93 «onderlinge duels» 15:00 uur (UTC+1) | Mats Magnusson 20' Klas Ingesson 55' Leif Engqvist 89' |       | 8' (pen.) Sokol Kushta | Råsundastadion, Solna Toeschouwers: 32.423 Scheidsrechter: Alder Santos (POR) |

|                                                                        |                  |       |                                          |                                                                                    |
| 15 november WK 1990 kwalificatie № 94 «onderlinge duels» 14:00 (UTC+1) | Albanië          | 1 – 2 | Polen                                    | Qemal Stafastadion, Tirana Toeschouwers: 10.000 Scheidsrechter: George Smith (SCO) |
| 15 november WK 1990 kwalificatie № 94 «onderlinge duels» 14:00 (UTC+1) | Sokol Kushta 63' |       | 45' Ryszard Tarasiewicz 83' Jacek Ziober | Qemal Stafastadion, Tirana Toeschouwers: 10.000 Scheidsrechter: George Smith (SCO) |

CONMEBOL: Bolivia · Chili  · Colombia · Ecuador · Uruguay

UEFA: Albanië · België · Bulgarije · Cyprus · Denemarken · West-Duitsland · Duitse Democratische Republiek · Engeland · Faeröer · Finland · Frankrijk · Griekenland · Hongarije · IJsland · Ierland · Israël · Italië · Joegoslavië ·  Liechtenstein · Luxemburg · Malta · Nederland · Noord-Ierland · Noorwegen · Oostenrijk · Polen · Portugal · Roemenië · San Marino · Schotland ·  Sovjet-Unie ·  Spanje · Tsjecho-Slowakije · Turkije · Wales ·  Zweden · Zwitserland

CAF: Madagaskar

FSHF · A-internationals · Bondscoaches · Statistieken · Albanees vrouwenelftal · Olympisch elftal · Albanië U21 · Albanië U20 · Albanië U19 · Albanië U18 · Albanië U17 · Albanië U16
1946 – 1949 · 
1950 – 1959 · 
1960 – 1969 · 
1970 – 1979 · 
1980 – 1989 · 
1990 – 1999 · 
2000 – 2009 · 
2010 – 2019 ·
2020 – 2029
EK 2016 · EK 2024
1946 · 
1947 · 
1948 · 
1949 · 
1950 · 
1951 · 
1952 · 
1953 · 
1954 · 1955 · 1956 · 
1957 · 
1958 · 
1959 · 1960 · 1961 · 1962 · 
1963 · 
1964 · 
1965 · 
1966 · 
1967 · 
1968 · 1969 · 
1970 · 
1971 · 
1972 · 
1973 · 
1974 · 1975 · 
1976 · 
1977 · 1978 · 1979 · 
1980 · 
1981 · 
1982 · 
1983 · 
1984 · 
1985 · 
1986 · 
1987 · 
1988 · 
1989 · 
1990 · 
1991 · 
1992 · 
1993 · 
1994 · 
1995 · 
1996 · 
1997 · 
1998 · 
1999 · 
2000 · 
2001 · 
2002 · 
2003 · 
2004 · 
2005 · 
2006 · 
2007 · 
2008 · 
2009 · 
2010 · 
2011 · 
2012 · 
2013 · 
2014 · 
2015 · 
2016 · 
2017 · 
2018 ·
2019 ·
2020 ·
2021 ·
2022 ·
2023 ·
2024
Algerije ·
Andorra ·
Argentinië ·
Armenië ·
Azerbeidzjan ·
Bahrein ·
België ·
Bosnië en Herzegovina ·
Bulgarije ·
Chili ·
China ·
Cuba ·
Cyprus ·
DDR ·
Denemarken ·
Duitsland ·
Engeland ·
Estland ·
Faeröer ·
Finland ·
Frankrijk ·
Georgië ·
Griekenland ·
Hongarije ·
Ierland ·
IJsland ·
Iran ·
Israël · 
Italië ·
Joegoslavië ·
Jordanië ·
Kameroen ·
Kazachstan ·
Kosovo ·
Kroatië ·
Letland ·
Liechtenstein ·
Litouwen ·
Luxemburg ·
Malta ·
Marokko ·
Mexico ·
Moldavië ·
Montenegro ·
Nederland ·
Noord-Ierland ·
Noord-Macedonië ·
Noorwegen ·
Oekraïne ·
Oezbekistan ·
Oostenrijk ·
Polen ·
Portugal ·
Qatar ·
Roemenië ·
Rusland ·
San Marino ·
Saoedi-Arabië ·
Schotland ·
Servië ·
Slovenië ·
Spanje ·
Tsjechië ·
Tsjecho-Slowakije ·
Turkije ·
Vietnam ·
Wales ·
Wit-Rusland ·
Zweden ·
Zwitserland
Frankrijk (2016) · 
Roemenië (2016) · 
Zwitserland (2016)